# Mario Villarroel Lander
Mario Enrique Villarroel Lander (Caracas, 21 settembre 1947) è un avvocato e attivista venezuelano.

## Biografia
Laureato in giurisprudenza all'Università Centrale del Venezuela, consegue successivamente un dottorato in Scienza forense. È docente di Diritto penale presso l'Universidad Santa María, sempre a Caracas, e ha diretto la rivista giuridica La Voz del Derecho.
Di idee patriottiche, è presidente del Mirandino Historical Studies Institute, che promuove la storia e le idee politiche dei padri fondatori della Repubblica Venezuelana.
Il suo nome è legato alla storia della Croce Rossa. Divenuto volontario della Croce Rossa venezuelana nel 1967, ne diviene presidente nazionale nel 1978. Viene eletto presidente della Federazione internazionale delle società di Croce Rossa e Mezzaluna Rossa (allora Lega della Società della Croce Rossa) nel novembre del 1987 alla Sesta Assemblea Generale di Rio de Janeiro e riconfermato due anni dopo nell'ottobre del 1989 durante la Settima Assemblea a Ginevra. Nel 1993 viene nuovamente confermato presidente della Federazione alla Nona Assemblea Generale di Birmingham e conclude il suo mandato nel 1997. È stato presidente dell'Henry Dunant Institute di Ginevra.
Sposato con Norka Sierraalta de Villarroel, ha quattro figli: Mario Enrique, Miguel Ángel, Morris Enrique e Marión Coromoto Villarroel Sierraalta.